# هيروشي أوكوبو
هيروشي أوكوبو (باليابانية: 大久保博) هو موزع موسيقي وملحن ياباني، ولد في 10 أغسطس 1970.

## وصلات خارجية
- هيروشي أوكوبو على موقع ميوزك برينز (الإنجليزية)
- هيروشي أوكوبو على موقع ديسكوغز (الإنجليزية)